# Dritter Geldrischer Erbfolgekrieg

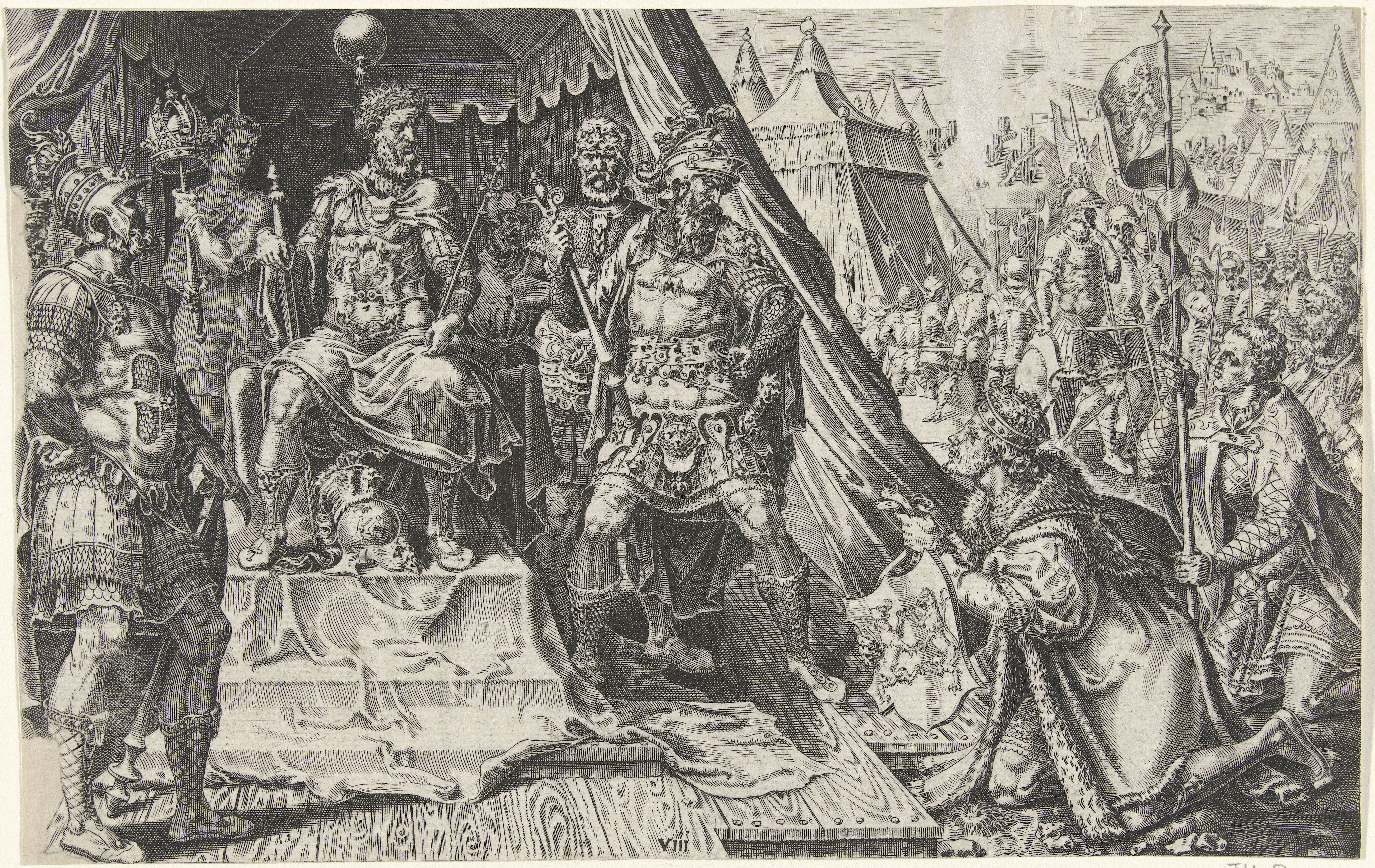
Wilhelm von Jülich-Kleve-Berg fällt vor Kaiser Karl V. auf die Knie, historische Allegorie auf den Vertrag von Venlo

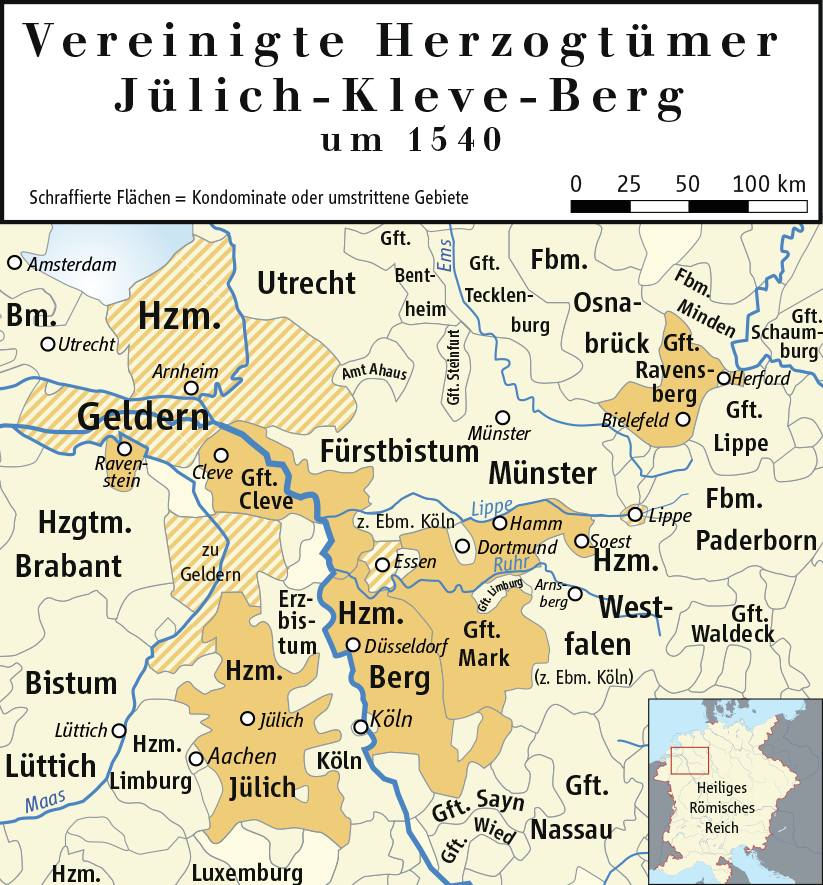
Die Vereinigten Herzogtümer zwischen 1538 und 1543 einschließlich des umstrittenen Herzogtums Geldern und der zugehörigen Grafschaft Zutphen

Der Dritte Geldrische Erbfolgekrieg, auch Klevischer Krieg, Geldrische Fehde und Jülicher Fehde genannt, war eine kriegerische Auseinandersetzung um das Herzogtum Geldern zwischen den Vereinigten Herzogtümern Jülich-Kleve-Berg und Kaiser Karl V. im Jahr 1543. Der Konflikt endete im gleichen Jahr mit dem Vertrag von Venlo. Er gilt als Markstein in der Geschichte des niederländisch-niederrheinischen Raums, in dem die regionalen Interessen des Jülicher Herzogs Wilhelm V. und der universale Herrschaftsanspruch des Kaisers aufeinanderprallten. Der Krieg dauerte fast drei Monate lang und verwüstete weite Teile der Vereinigten Herzogtümer.

## Politische Ausgangssituation

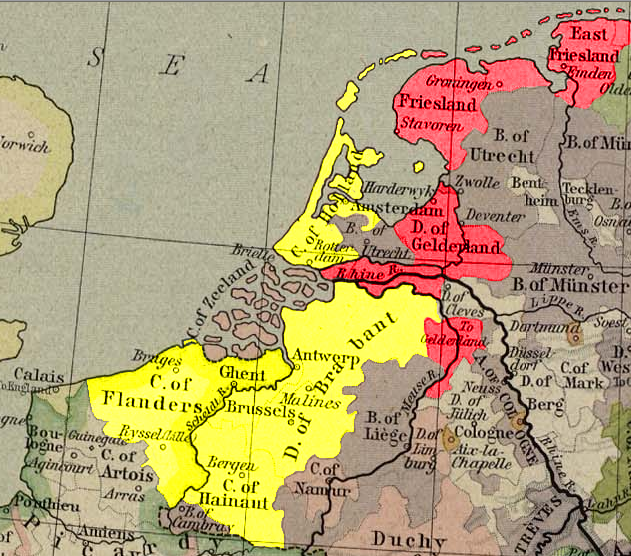
Gelb: Holland, Flandern, Brabant, und Hainaut. Rot: Geldern, Groningen, und Friesland.

Geldern wurde 1472 von Herzog Arnold von Geldern an Karl den Kühnen von Burgund verpfändet. Dieser eroberte das Herzogtum im Folgejahr, wobei einige Teile, darunter Goch, an das Herzogtum Kleve abgetreten wurden. Das geldrische Volk litt sehr unter dem Machtwechsel, konnte sich der burgundisch-österreichischen Herrschaft jedoch nicht widersetzen.
1477 änderte sich die Situation nach dem Tod Karls des Kühnen. Für die nächsten 60 Jahre wurde das Herzogtum Geldern wieder selbstständig, da die Franzosen aus strategischen Gründen den letzten lebenden Erben aus dem Hause Egmond, Karl von Egmond, als Herrscher einsetzten. Sie nutzten seinen Hass gegen das Geschlecht der Habsburger aus, um ihn als permanenten Störenfried in die Nachbarschaft Habsburger Gebiete zu positionieren.
Am 3. Oktober 1528 hatte Karl von Egmond im Vertrag von Gorkum zugesichert, dass Geldern an Karl V. fallen solle, falls er ohne männliche Nachkommen sterbe. Karl V. erfuhr jedoch kurze Zeit später von einem Geheimvertrag, der dem französischen König Franz I. das Gebiet für eine jährlich zu zahlende Summe von 50.000 Pfund Tournois zusprach. Aus diesem Grunde musste Karl von Egmond mit dem Vertrag von Grave ein zweites Dokument unterzeichnen, das erneut die Rechte Karls V. bestätigte.
Im Jahr 1538 verstarb Karl von Egmond ohne Nachfolger. Hierdurch entstand ein Machtvakuum, aus dem viele Mächte Vorteile ziehen wollten. Die Schwester des Verstorbenen, Philippa von Geldern, leitete aus ihren verwandtschaftlichen Verbindungen einen Herrschaftsanspruch Lothringens ab. Ihr Sohn Herzog Anton II. von Lothringen forderte Geldern für sich.
Zusätzlich stellte das Haus Jülich-Kleve-Berg Erbansprüche. Diese resultierten aus der Heirat des 1393 verstorbenen Jülicher Herzogs Wilhelm II. mit Maria von Geldern. Hinzu kam, dass sich die geldrischen Stände im Januar 1538 für eine Herrschaft des Erbprinzen Wilhelms von Jülich-Kleve-Berg entschieden hatten. Obwohl Karl von Egmond mit dieser Lösung eigentlich nicht einverstanden war, wurde am 27. Januar 1538 von Herzog Karl mit Herzog Johann von Jülich-Kleve-Berg ein Vertrag abgeschlossen. Entsprechend diesem Vertrag übernahm der Erbprinz Wilhelm unter dem Schirmherrn Karl von Egmond das Herzogtum Geldern. Nach dem Tod von Karl von Egmond sollte Wilhelm in Geldern die erbliche Nachfolge antreten. Damit wurde vom Herrscherhaus der Vereinigten Herzogtümer Jülich-Kleve-Berg die Übernahme von Geldern für bindend betrachtet.
Ein Zugewinn von Geldern durch Jülich-Kleve-Berg hätte diese Ländermasse zu einer überregional bedeutenden Macht im Reich aufsteigen lassen. Durch einen Zugewinn Gelderns wäre eine ununterbrochene territoriale Achse von Jülich über Kleve bzw. von Mark über Berg und Kleve bis an die Küste der Zuidersee entstanden. Der so entstehende Territorialverbund hätte große Teile Westfalens (Mark, Teile von Berg, Lippstadt und Ravensberg), des Rheinlandes (Kleve, Berg und Jülich) und der Niederlande (Geldern, Zutphen und Ravenstein) umfasst. Darüber hinaus hätte eine solche Entwicklung konfessionelle Auswirkungen auf das Rheinland haben können, da die Herzöge von Jülich-Kleve-Berg den protestantischen Ideen aufgeschlossen gegenüberstanden.
Am 6. Februar 1539 starb Johann II. von Jülich-Kleve-Berg, dem Wilhelm V. nachfolgte. Sein Anspruch auf Geldern wurde jedoch nicht anerkannt. Um eine stärkere Position gegenüber Karl V. zu besitzen, ließ Wilhelm V. seine Schwester Anna 1540 mit dem englischen König Heinrich VIII. vermählen. Als diese Ehe bald darauf annulliert worden war, heiratete er 1541 aus taktischen Erwägungen die erst 13 Jahre alte Nichte des französischen Königs, Jeanne d’Albret. Er erhoffte sich hierdurch im Streitfall französischen Beistand und auf die Krone Navarras, die sein Ansehen an den Höfen Europas gestärkt hätte. Die Ehe wurde allerdings nicht vollzogen und nach fünf Jahren annulliert. 1555 wurde Jeanne d’Albret als Johanna III. Königin von Navarra und betrieb die Ausrottung der katholischen Lehre in ihrem Königreich.
Karl V. hatte im Gegenzug ebenfalls durch das Knüpfen familiärer Beziehungen versucht, seinen Anspruch zu untermauern. 1540 hatte er seine Nichte Christina von Dänemark mit Franz, dem Erbprinzen von Lothringen, verheiratet und damit den lothringischen Herzog zum Verzicht auf Geldern bewogen.

## Kriegshandlungen und Friedensvertrag

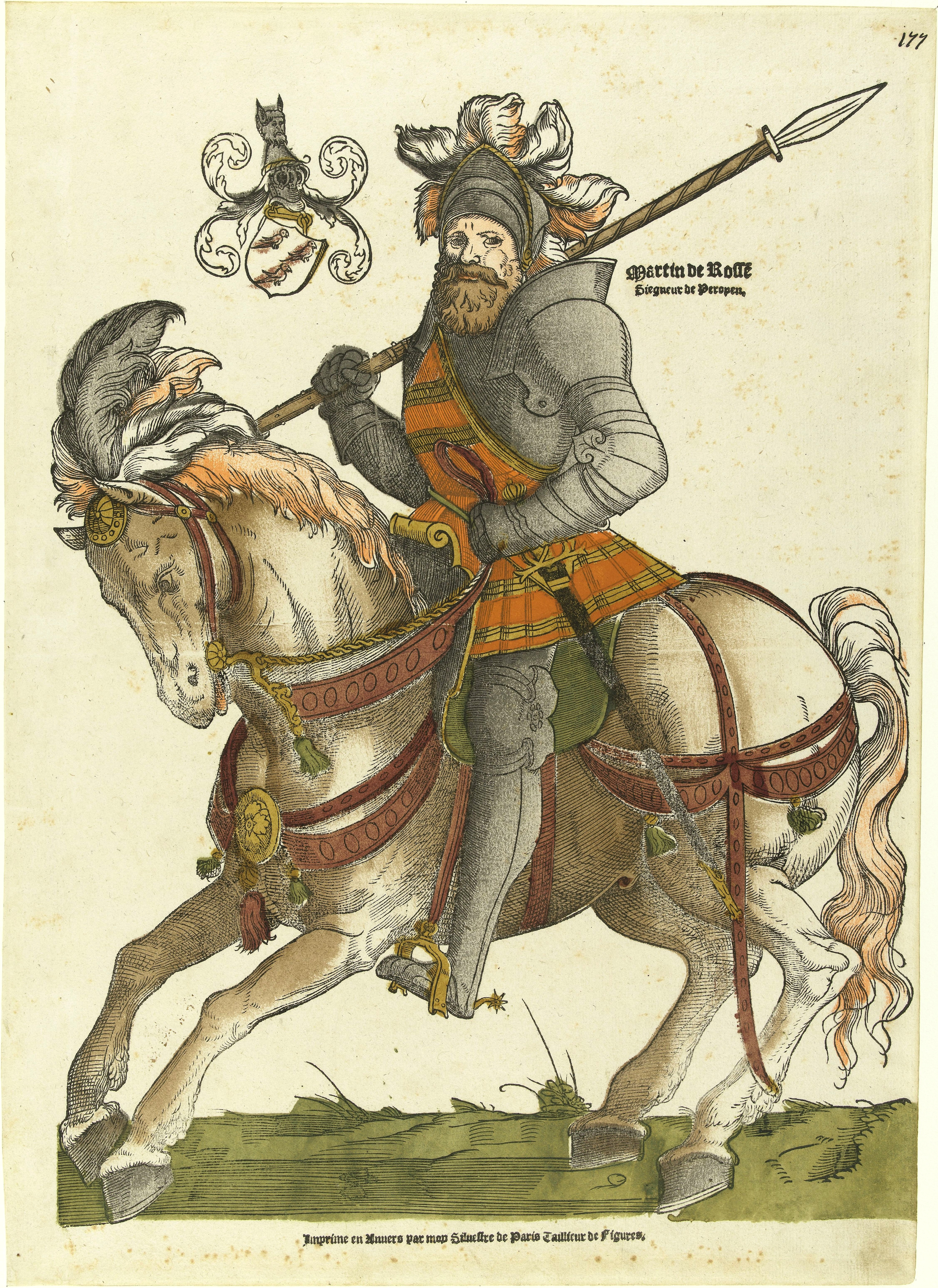
Maarten van Rossum, historische Abbildung

Am 16. Juli 1542 drang der Marschall Herzog Wilhelms V., Maarten van Rossum, in die kaiserlichen Niederlande ein. Er unternahm dies als Verbündeter des Königs von Frankreich. Dieser hatte am 12. Juli 1542 Karl V. den Krieg erklärt. Maria von Ungarn, Generalstatthalterin der Niederlande, begann am 1. Oktober 1542 eine Gegenoffensive. Am Ostersonntag des Jahres 1543 erlitt sie in der Schlacht um Sittard eine Niederlage gegen die Truppen der Vereinigten Herzogtümer.
Kaiser Karl V. konnte der Generalstatthalterin nicht sofort zu Hilfe eilen, da er durch die Italienischen Kriege mit König Franz I. von Frankreich verhindert war. Auf dem Reichstag in Nürnberg 1543 wurde auf Bitte der Vertreter der Deutschen Reichsfürsten und im Namen von Karl V. mit den Vertretern von Wilhelm V. ein Waffenstillstand für zwei Monate vereinbart. Dieser Waffenstillstand trat am 12. Mai 1543 in Kraft. Wilhelm V. hoffte auf französische Hilfe aufgrund seiner Heirat mit Jeanne d’Albret sowie eine Möglichkeit, in den Schmalkaldischen Bund aufgenommen zu werden. Er blieb jedoch erfolglos. 
Nach der Anreise des Kaisers mit neuen Truppen an den Niederrhein begann der Krieg wieder. Die als uneinnehmbar geltende Stadt Düren, deren Verteidigungsanlagen in den Jahren zuvor erheblich modernisiert worden waren, wurde von Karl V. erobert und verwüstet. Das gleiche Schicksal teilte die zum Herzogtum Jülich-Kleve-Berg gehörende Burg Nideggen. Bei den Kämpfen um Düren belagerten bis zu 61.000 kaiserliche Soldaten die Stadt, in der sich nur 3000 Bewohner sowie Truppen der Vereinigten Herzogtümer befanden. In zweitägigen Kämpfen starben 16.000 Menschen, darunter 2500 Verteidiger. Es wird berichtet, dass Karl V. am Tag vor dem Angriff eine Kapelle in Düren, das Heiligenhäuschen, besucht und dort um Gottes Segen zur Erstürmung der Stadt erbeten habe.
Nach Ende der Schlacht lag die Stadt in Schutt und Asche, wofür nicht nur die Beschießung verantwortlich war, sondern auch ein Großbrand, der schwere Verwüstungen angerichtet hatte.
Nach der völligen Niederlage Jülich-Kleve-Bergs kam es zum Vertrag von Venlo, der am 7. September 1543 unterzeichnet wurde. Darin verzichtete Wilhelm V. auf seine Ansprüche am Herzogtum Geldern mit seinen vier Teilen Nimwegen (Betuwe), Arnheim (Veluwe), Zutphen und Roermond. Diese fielen aufgrund der Teilung der habsburgischen Besitztümer nach der Abdankung Karls V. an die spanische Linie und wurden schließlich Teil der Spanischen Niederlande. Außerdem musste sich Wilhelm V. verpflichten, katholisch zu bleiben und die Reformation zu bekämpfen.